# Spathius anytus
Spathius anytus är en stekelart som beskrevs av Nixon 1943. Spathius anytus ingår i släktet Spathius och familjen bracksteklar. Inga underarter finns listade i Catalogue of Life.